# Sisowath Watchayavong
Sisowath Watchayavong (nacido el 13 de agosto de 1891, fallecido el 30 de enero de 1972) fue príncipe y político de Camboya. Después de la muerte de Sisowath Youtevong fue elegido primer ministro de Camboya, cargo que asumió el 25 de julio de 1947. Dirigió el gobierno hasta el 20 de febrero de 1948.